# Llista de monuments de la Baronia de Rialb
Llista de monuments de la Baronia de Rialb inclosos en l'Inventari del Patrimoni Arquitectònic Català per al municipi de la Baronia de Rialb (Noguera). Inclou els inscrits en el Registre de Béns Culturals d'Interès Nacional (BCIN) amb la classificació de monuments històrics, els Béns Culturals d'Interès Local (BCIL) de caràcter immoble i la resta de béns arquitectònics integrants del patrimoni cultural català.
| Monument                                                                | Protecció    | Estil/època                     | Localització                                                                        | Coordenades                                          | Codi?         | Imatge |
| ----------------------------------------------------------------------- | ------------ | ------------------------------- | ----------------------------------------------------------------------------------- | ---------------------------------------------------- | ------------- | --- |
| Església de Santa Maria de Palau de Rialb                               | BCIN 2002-MH | Romànic XI                      | La Baronia de Rialb Palau de Rialb                                                  | 42° 00′ 47″ N, 1° 09′ 58″ E / 42.013167°N,1.166154°E | IPA-22123     | Església de Santa Maria de Palau de Rialb (la Baronia de Rialb) · Vegeu més fotos d'aquest monument · Carregueu una nova foto d'aquest monument                               |
| Monestir de Santa Maria de Gualter                                      | BCIN 75-MH   | Romànic XII-XIII                | La Baronia de Rialb Gualter                                                         | 41° 55′ 41″ N, 1° 11′ 54″ E / 41.927942°N,1.198279°E | RI-51-0000699 | Monestir de Santa Maria de Gualter (la Baronia de Rialb) · Vegeu més fotos d'aquest monument · Carregueu una nova foto d'aquest monument                                      |
| La Donzell de Sant Cristòfol, o Castell de la Donzell                   | BCIN 513-MH  | Medieval                        | La Baronia de Rialb                                                                 | 42° 01′ 17″ N, 1° 09′ 10″ E / 42.021403°N,1.152837°E | RI-51-0006266 | Carregueu una nova foto d'aquest monument |
| Politg, Vila closa de Politg                                            | BCIN 739-MH  | Medieval                        | La Baronia de Rialb Politg                                                          | 41° 58′ 55″ N, 1° 13′ 09″ E / 41.981962°N,1.219167°E | RI-51-0006267 | Politg (la Baronia de Rialb) · Vegeu més fotos d'aquest monument · Carregueu una nova foto d'aquest monument                                                                  |
| Església de Sant Martí de Terrassola                                    | BCIL 2002    | Romànic, gòtic XI, XIII, XV     | La Baronia de Rialb Riu de Cerdanyés                                                | 42° 03′ 38″ N, 1° 10′ 18″ E / 42.060629°N,1.171759°E | IPA-22089     | Església de Sant Martí (la Baronia de Rialb) · Vegeu més fotos d'aquest monument · Carregueu una nova foto d'aquest monument                                                  |
| Capella de Sant Vicenç de les Cases de Rialb                            | BCIL 2002    | Romànic XI, XVII                | La Baronia de Rialb Les Cases de Rialb                                              | 42° 01′ 54″ N, 1° 11′ 03″ E / 42.031567°N,1.184277°E | IPA-22090     | Capella de Sant Vicenç de les Cases de Rialb (la Baronia de Rialb) · Vegeu més fotos d'aquest monument · Carregueu una nova foto d'aquest monument                            |
| Cal Tomàs                                                               |              | Obra popular XVII               | La Baronia de Rialb Les Cases de Rialb                                              | 42° 01′ 52″ N, 1° 11′ 04″ E / 42.031168°N,1.184397°E | IPA-22091     | Cal Tomàs (la Baronia de Rialb) · Vegeu més fotos d'aquest monument · Carregueu una nova foto d'aquest monument                                                               |
| Mas d'en Bosc                                                           |              | Obra popular XVII-XVIII         | La Baronia de Rialb Mas d'en Bosc                                                   | 41° 57′ 23″ N, 1° 12′ 08″ E / 41.956445°N,1.202259°E | IPA-22092     | Mas d'en Bosc (la Baronia de Rialb) · Vegeu més fotos d'aquest monument · Carregueu una nova foto d'aquest monument                                                           |
| Església parroquial de Sant Esteve de Pallerols de Rialb                | BCIL 2002    | Romànic, barroc XI, XVIII Final | La Baronia de Rialb Pallerols de Rialb                                              | 42° 02′ 13″ N, 1° 12′ 53″ E / 42.036973°N,1.214616°E | IPA-22095     | Església parroquial de Sant Esteve de Pallerols de Rialb (la Baronia de Rialb) · Vegeu més fotos d'aquest monument · Carregueu una nova foto d'aquest monument                |
| Escola Pública de Pallerols                                             |              | Obra popular XX Inici           | La Baronia de Rialb Pallerols                                                       | 42° 02′ 16″ N, 1° 12′ 53″ E / 42.037807°N,1.214656°E | IPA-22096     | Escola Pública de Pallerols (la Baronia de Rialb) · Vegeu més fotos d'aquest monument · Carregueu una nova foto d'aquest monument                                             |
| Capella de Sant Josep de Politg                                         |              | Obra popular XIX Inici          | La Baronia de Rialb Politg                                                          | 41° 58′ 52″ N, 1° 13′ 11″ E / 41.981218°N,1.219746°E | IPA-22097     | Capella de Sant Josep de Politg (la Baronia de Rialb) · Vegeu més fotos d'aquest monument · Carregueu una nova foto d'aquest monument                                         |
| Premsa i forn del castell                                               |              | Obra popular XVII               | La Baronia de Rialb Politg                                                          | 41° 58′ 53″ N, 1° 13′ 12″ E / 41.981278°N,1.220075°E | IPA-22101     | Premsa i forn del castell (la Baronia de Rialb) · Vegeu més fotos d'aquest monument · Carregueu una nova foto d'aquest monument                                               |
| Capella de Santa Eulàlia de Pomanyons, o de Pumanyons                   | BCIL 2002    | Romànic XI                      | La Baronia de Rialb Pomanyons                                                       | 41° 59′ 02″ N, 1° 12′ 12″ E / 41.983815°N,1.203391°E | IPA-22103     | Capella de Santa Eulàlia de Pomanyons (la Baronia de Rialb) · Vegeu més fotos d'aquest monument · Carregueu una nova foto d'aquest monument                                   |
| Església de Sant Andreu del Puig de Rialb                               | BCIL 2002    | Romànic XI-XII, XVIII           | La Baronia de Rialb El Puig de Rialb                                                | 42° 03′ 06″ N, 1° 11′ 07″ E / 42.051650°N,1.185383°E | IPA-22104     | Església de Sant Andreu del Puig de Rialb (la Baronia de Rialb) · Vegeu més fotos d'aquest monument · Carregueu una nova foto d'aquest monument                               |
| Cal Pere Sangrà                                                         |              | Obra popular XVII, XIX          | La Baronia de Rialb El Puig de Rialb                                                | 42° 03′ 11″ N, 1° 11′ 11″ E / 42.053026°N,1.186314°E | IPA-22105     | Cal Pere Sangrà (la Baronia de Rialb) · Vegeu més fotos d'aquest monument · Carregueu una nova foto d'aquest monument                                                         |
| Capella de Sant Pere del Soler                                          | BCIL 2002    | Romànic XI                      | La Baronia de Rialb El Soler                                                        | 42° 00′ 26″ N, 1° 13′ 02″ E / 42.007348°N,1.217099°E | IPA-22106     | Capella de Sant Pere del Soler (la Baronia de Rialb) · Vegeu més fotos d'aquest monument · Carregueu una nova foto d'aquest monument                                          |
| Capella de Sant Jaume de Sols de Riu                                    |              | Obra popular XVII               | La Baronia de Rialb Vèrtex rius Segre i Rialb, Sòls de Riu                          | 41° 57′ 20″ N, 1° 12′ 33″ E / 41.95569°N,1.20923°E   | IPA-22108     | Carregueu una nova foto d'aquest monument |
| Església parroquial de Sant Iscle i Santa Victòria de la Torre de Rialb | BCIL 2002    | Romànic XI-XII                  | La Baronia de Rialb La Torre de Rialb                                               | 41° 58′ 43″ N, 1° 12′ 25″ E / 41.978600°N,1.206862°E | IPA-22109     | Església parroquial de Sant Iscle i Santa Victòria de la Torre de Rialb (la Baronia de Rialb) · Vegeu més fotos d'aquest monument · Carregueu una nova foto d'aquest monument |
| Escola Pública                                                          |              | Obra popular XI                 | La Baronia de Rialb La Torre de Rialb                                               | 41° 58′ 42″ N, 1° 12′ 24″ E / 41.978233°N,1.206653°E | IPA-22110     | Escola Pública (la Baronia de Rialb) · Vegeu més fotos d'aquest monument · Carregueu una nova foto d'aquest monument                                                          |
| Casa pairal                                                             |              | Obra popular XVIII Final        | La Baronia de Rialb La Torre de Rialb                                               | 41° 58′ 41″ N, 1° 12′ 24″ E / 41.978049°N,1.206666°E | IPA-22111     | Casa pairal (la Baronia de Rialb) · Vegeu més fotos d'aquest monument · Carregueu una nova foto d'aquest monument                                                             |
| Mas d'en Grau                                                           |              | Obra popular XVI                | La Baronia de Rialb La Torre de Rialb                                               | 41° 58′ 52″ N, 1° 12′ 33″ E / 41.981134°N,1.209073°E | IPA-22112     | Mas d'en Grau (la Baronia de Rialb) · Vegeu més fotos d'aquest monument · Carregueu una nova foto d'aquest monument                                                           |
| Església parroquial de Sant Sadurní, Sant Serni de Bellfort             | BCIL 2002    | Romànic XI-XIII                 | La Baronia de Rialb Bellfort                                                        | 41° 59′ 48″ N, 1° 09′ 59″ E / 41.996573°N,1.166436°E | IPA-22115     | Església parroquial de Sant Sadurní (la Baronia de Rialb) · Vegeu més fotos d'aquest monument · Carregueu una nova foto d'aquest monument                                     |
| Capella de Sant Pere de la Donzell                                      | BCIL 2002    | Romànic XI                      | La Baronia de Rialb La Donzell (Cal Batalla)                                        | 42° 01′ 11″ N, 1° 09′ 11″ E / 42.019721°N,1.153094°E | IPA-22116     | Capella de Sant Pere de la Donzell (la Baronia de Rialb) · Vegeu més fotos d'aquest monument · Carregueu una nova foto d'aquest monument                                      |
| Església parroquial de Santa Maria de Gualter                           |              | Historicisme XX Mitjan          | La Baronia de Rialb C. Major, Gualter                                               | 41° 55′ 58″ N, 1° 11′ 47″ E / 41.932723°N,1.196267°E | IPA-22118     | Església parroquial de Santa Maria de Gualter (la Baronia de Rialb) · Vegeu més fotos d'aquest monument · Carregueu una nova foto d'aquest monument                           |
| Porxos del carrer Major                                                 |              | Obra popular XVI-XVIII          | La Baronia de Rialb C. Major, Gualter                                               | 41° 55′ 56″ N, 1° 11′ 44″ E / 41.932098°N,1.195570°E | IPA-22119     | Porxos del carrer Major (la Baronia de Rialb) · Vegeu més fotos d'aquest monument · Carregueu una nova foto d'aquest monument                                                 |
| Casa del Molí Nou                                                       |              | Obra popular XVIII-XIX          | La Baronia de Rialb Camí del Cerdanyés                                              | 42° 02′ 10″ N, 1° 10′ 47″ E / 42.036243°N,1.179673°E | IPA-22120     | Casa del Molí Nou (la Baronia de Rialb) · Vegeu més fotos d'aquest monument · Carregueu una nova foto d'aquest monument                                                       |
| Casa Trilla de Pallargues                                               |              | Obra popular XVII               | La Baronia de Rialb Palau de Rialb                                                  | 42° 00′ 46″ N, 1° 09′ 58″ E / 42.012868°N,1.166021°E | IPA-22124     | Casa Trilla de Pallargues (la Baronia de Rialb) · Vegeu més fotos d'aquest monument · Carregueu una nova foto d'aquest monument                                               |
| Perdiguers                                                              |              | Barroc XVIII Final              | La Baronia de Rialb                                                                 | 42° 01′ 45″ N, 1° 10′ 24″ E / 42.029255°N,1.173423°E | IPA-22126     | Casa Perdiguers (la Baronia de Rialb) · Vegeu més fotos d'aquest monument · Carregueu una nova foto d'aquest monument                                                         |
| Església de Sant Jaume de Sant Cristòfol                                | BCIL 2002    | Romànic, gòtic XI-XIII          | La Baronia de Rialb Sant Cristòfol de la Donzell                                    | 42° 02′ 25″ N, 1° 08′ 56″ E / 42.040209°N,1.148843°E | IPA-22130     | Església de Sant Jaume de Sant Cristòfol (la Baronia de Rialb) · Vegeu més fotos d'aquest monument · Carregueu una nova foto d'aquest monument                                |
| Església de Santa Maria de la Serra                                     |              | Obra popular XVI-XVIII          | La Baronia de Rialb La Serra de Rialb                                               | 41° 56′ 54″ N, 1° 10′ 33″ E / 41.948449°N,1.175809°E | IPA-22132     | Església de Santa Maria de la Serra (la Baronia de Rialb) · Vegeu més fotos d'aquest monument · Carregueu una nova foto d'aquest monument                                     |
| Casa Daniel                                                             |              | Obra popular XVIII              | La Baronia de Rialb La Serra de Rialb                                               | 41° 57′ 18″ N, 1° 11′ 13″ E / 41.954925°N,1.186916°E | IPA-22134     | Casa Daniel (la Baronia de Rialb) · Vegeu més fotos d'aquest monument · Carregueu una nova foto d'aquest monument                                                             |
| Mas Olivelles, o Casa forta d'Olivelles                                 |              | Obra popular, romànic XII-XIV   | La Baronia de Rialb                                                                 | 42° 02′ 33″ N, 1° 10′ 26″ E / 42.042406°N,1.173816°E | IPA-22135     | Mas Olivelles (la Baronia de Rialb) · Vegeu més fotos d'aquest monument · Carregueu una nova foto d'aquest monument                                                           |
| Església de Sant Marc de Pallerols de Rialb                             | BCIL 2002    | Romànic, barroc X, XVII-XVIII   | La Baronia de Rialb Pallerols                                                       | 42° 02′ 13″ N, 1° 13′ 45″ E / 42.036859°N,1.229297°E | IPA-25269     | Església de Sant Marc de Pallerols de Rialb (la Baronia de Rialb) · Vegeu més fotos d'aquest monument · Carregueu una nova foto d'aquest monument                             |
| Església de Santa Maria de Ramoneda                                     | BCIL 2002    | Romànic XI                      | La Baronia de Rialb El Puig de Rialb                                                | 42° 04′ 34″ N, 1° 11′ 52″ E / 42.076084°N,1.197723°E | IPA-25270     | Església de Santa Maria de Ramoneda (la Baronia de Rialb) · Vegeu més fotos d'aquest monument · Carregueu una nova foto d'aquest monument                                     |
| Sant Salvador del mas Barrat                                            | BCIL 2002    | Romànic XII                     | La Baronia de Rialb El Puig de Rialb                                                | 42° 04′ 27″ N, 1° 09′ 47″ E / 42.074164°N,1.163106°E | IPA-25271     | Sant Salvador del mas Barrat (la Baronia de Rialb) · Vegeu més fotos d'aquest monument · Carregueu una nova foto d'aquest monument                                            |
| Església de Sant Girvés de la Torre de Rialb                            | BCIL 2002    | Romànic XI                      | La Baronia de Rialb La Torre de Rialb                                               | 41° 58′ 55″ N, 1° 12′ 05″ E / 41.981874°N,1.201381°E | IPA-25272     | Església de Sant Girvés de la Torre de Rialb (la Baronia de Rialb) · Vegeu més fotos d'aquest monument · Carregueu una nova foto d'aquest monument                            |
| Església de Sant Miquel de Vilaplana                                    | BCIL 2002    | Romànic XII                     | La Baronia de Rialb Vilaplana                                                       | 41° 59′ 46″ N, 1° 14′ 52″ E / 41.996154°N,1.247709°E | IPA-25273     | Església de Sant Miquel de Vilaplana (la Baronia de Rialb) · Vegeu més fotos d'aquest monument · Carregueu una nova foto d'aquest monument                                    |
| Sant Miquel del mas Palou                                               | BCIL 2002    | Romànic XII                     | La Baronia de Rialb                                                                 | 42° 00′ 57″ N, 1° 11′ 44″ E / 42.015830°N,1.195491°E | IPA-25274     | Sant Miquel del mas Palou (la Baronia de Rialb) · Vegeu més fotos d'aquest monument · Carregueu una nova foto d'aquest monument                                               |
| Santa Maria del castell de Salinoves                                    | BCIL 2002    | Romànic XI                      | La Baronia de Rialb                                                                 | 42° 03′ 14″ N, 1° 08′ 09″ E / 42.0538°N,1.13593°E    | IPA-25275     | Santa Maria del castell de Salinoves (la Baronia de Rialb) · Vegeu més fotos d'aquest monument · Carregueu una nova foto d'aquest monument                                    |
| Sant Ponç de Martimà                                                    | BCIL 2002    | Romànic XI                      | La Baronia de Rialb                                                                 | 42° 02′ 53″ N, 1° 09′ 51″ E / 42.048030°N,1.164145°E | IPA-25276     | Sant Ponç de Martimà (la Baronia de Rialb) · Vegeu més fotos d'aquest monument · Carregueu una nova foto d'aquest monument                                                    |
| Santa Anna de la Fabregada                                              | BCIL 2002    | Romànic XI                      | La Baronia de Rialb El Cerdanyès                                                    | 42° 03′ 55″ N, 1° 09′ 19″ E / 42.065216°N,1.155298°E | IPA-25277     | Santa Anna de la Fabregada (la Baronia de Rialb) · Vegeu més fotos d'aquest monument · Carregueu una nova foto d'aquest monument                                              |
| Sant Sebastià de Cerdanyès                                              | BCIL 2002    | Romànic XI                      | La Baronia de Rialb El Cerdanyès                                                    | 42° 05′ 03″ N, 1° 09′ 14″ E / 42.084184°N,1.153760°E | IPA-25278     | Sant Sebastià de Cerdanyès (la Baronia de Rialb) · Vegeu més fotos d'aquest monument · Carregueu una nova foto d'aquest monument                                              |
| Sant Pere de Vilamonera                                                 | BCIL 2003    | Romànic XII                     | La Baronia de Rialb Vilamonera                                                      | 41° 59′ 28″ N, 1° 12′ 49″ E / 41.991233°N,1.213737°E | IPA-25279     | Sant Pere de Vilamonera (la Baronia de Rialb) · Vegeu més fotos d'aquest monument · Carregueu una nova foto d'aquest monument                                                 |
| Molí de Gualter, o el Molinot                                           |              | Obra popular XVIII-XX           | La Baronia de Rialb Dreta del riu Segre, a un descampat                             | 41° 55′ 55″ N, 1° 12′ 03″ E / 41.931879°N,1.200740°E | IPA-37091     | Carregueu una nova foto d'aquest monument |
| Molí de la Guàrdia                                                      |              | Obra popular XIX-XX             | La Baronia de Rialb Dreta del riu Rialb, a un descampat (sota les aigües del pantà) | 41° 58′ 58″ N, 1° 12′ 12″ E / 41.982649°N,1.203433°E | IPA-37092     | Carregueu una nova foto d'aquest monument |
| Molí del Llargués                                                       |              | Obra popular XVIII-XX           | La Baronia de Rialb Dreta del riu Rialb, a un descampat                             |                                                      | IPA-37093     | Carregueu una nova foto d'aquest monument |
| Molí Nou, o Molí del Sedenyes, piscifactoria                            |              | Obra popular XVIII-XX           | La Baronia de Rialb                                                                 | 42° 02′ 11″ N, 1° 10′ 47″ E / 42.036290°N,1.179683°E | IPA-37094     | Carregueu una nova foto d'aquest monument |
| Molí de Sols de Riu                                                     |              | Obra popular XVIII-XX           | La Baronia de Rialb Esquerra del riu Rialb (sota les aigües del pantà)              | 41° 57′ 23″ N, 1° 12′ 23″ E / 41.956416°N,1.206415°E | IPA-37095     | Carregueu una nova foto d'aquest monument |
| Casa forta de les Olives                                                |              | Obra popular, romànic XII-XIII  | La Baronia de Rialb Les Argendes                                                    | 42° 01′ 27″ N, 1° 10′ 31″ E / 42.024265°N,1.175338°E | IPA-41355     | Casa forta de les Olives (la Baronia de Rialb) · Vegeu més fotos d'aquest monument · Carregueu una nova foto d'aquest monument                                                |
| Casa forta del Mas d'en Pla                                             |              | Romànic XII                     | La Baronia de Rialb                                                                 | 42° 03′ 27″ N, 1° 10′ 07″ E / 42.057547°N,1.168561°E | IPA-41356     | Casa forta del Mas d'en Pla (la Baronia de Rialb) · Vegeu més fotos d'aquest monument · Carregueu una nova foto d'aquest monument                                             |